# الایجا اچ. میلز
الایجا اچ. میلز (به انگلیسی: Elijah Hunt Mills) سناتور سابق عضو حزب ملی جمهوری‌خواه بود. وی در سال ۱۸۲۰ تا ۱۸۲۷ میلادی سناتور ایالت ماساچوست در سنای ایالات متحده آمریکا بود.